# Хети
Хети (Несити) е древен народ, говорил индоевропейски език и създал Хетското царство.

## Хронология
- II хил. пр. Хр. – хетите се установяват в Анатолия.
- 1650 г. пр. Хр. – създаване на хетската държава
- 1595 г. пр. Хр. – хетите разрушават Вавилон
- 1274 г. пр. Хр. – битката при Кадеш
- Края на VIII век пр. Хр. – „морските народи“ слагат край на последните сирохетски царства, приемници на Хетското царство на територията на Древна Сирия.

## Хетското царство
Хетите пристигнали в Анатолия (днешна Турция) в средата на III хил. пр Хр. Вероятно те са били индоевропейски народ. Анатолийското плато, което те заселили, било един от най-важните културни центрове, развивали се върху основата на земеделието. Хетската държава обединява много племена, които говорили на различни езици. През II хил. пр. Хр., след като се оформила сравнително единна хетска народност, основен станал хетският език – най-древният индоевропейски език, за който има писмени сведения.
Акадските писмени сведения разказват за търговската дейност на градовете в Анатолия и за походите, предприети там от Саргон и Нарамсин. През XVII в. пр. Хр. хетите обединили под своя власт населението на Анатолия. Хетското царство поставило ръка на търговията в Анатолия и производството на желязо. Хетите били прочути с майсторството си при обработка на желязо, от което правели различни изделия, сечива и оръжия. Хетите били войнствени племена. Тяхното изобретение – бойната колесница, им осигурявало предимство в сраженията. Хетските царе воювали непрекъснато със съседните народи, за да разширят границите на държавата си и да вземат пленници, които превръщали в роби. През 1595 г. пр. Хр. Мурсил I превзел и разграбил Вавилон. Хетската държава достигнала най-голям разцвет при цар Шупилулиума, който завладял Древна Сирия – подстъп към Древен Египет. Неговият син – Муветали и египетският фараон Рамзес II се срещнали в решително сражение при Кадеш (във Финикия), в което египтяните се обявили за победители при намерените йероглифи в гробницата на Рамзес II. Всъщност победата е била за хетите, след която египтяните се принудили да поискат мир.
Краят на хетската държава настъпил към 1200 г. пр. Хр. след многобройни опустошителни войни с Египет и Асирия и нашествието в Мала Азия на племена от Балканите и Егейските острови, наречени в египетските текстове „морски народи“. В източните и южните провинции, в Източна Анатолия, по бреговете на Ефрат и в северната част на Древна Сирия възникват новохетски царства или княжества, в които хетската цивилизация просъществува още 5 века.

## Управлението на държавата
Хетската държава се отличава от останалите древноизточни монархии с ограничената власт на владетеля чрез наличие на събрание на аристокрацията и на многобройната администрация.
Хетите са известни с дипломатическите си умения и с архивите си от документи, написани върху глинени плочки и разчетени през 1917 г. от чешкия учен Бедржих Хрозни.

## Армията
Армията включва и опълчение, набирано от покорените народи. Хетите въвеждат бойната колесница като основна ударна сила в армията.

## Съвременна възстановка
Хетската цивилизация и култура като артефакти е експонирана в музея на анатолийските цивилизации в Анкара, чийто първоначален идеен замисъл на Кемал Ататюрк е бил да пресъздаде самото древно хетско общество.